# 本地垂迹

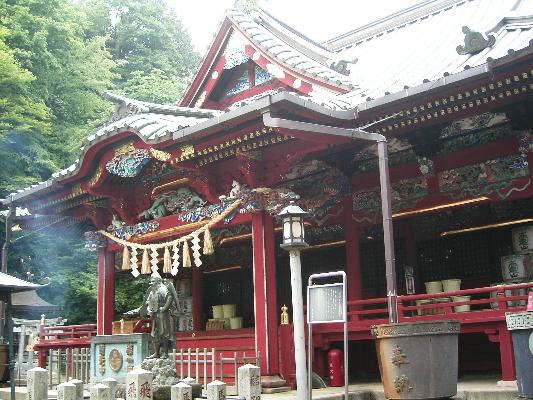
飯綱権現を祀る高尾山薬王院の権現堂

本地垂迹（ほんじすいじゃく）とは、仏教が興隆した時代に発生した神仏習合思想の一つで、神道の八百万の神々は、実は様々な仏（菩薩や天部なども含む）が化身として日本の地に現れた権現（ごんげん）であるとする考えである。仏本神迹説と呼ばれる場合もある。

## 概要

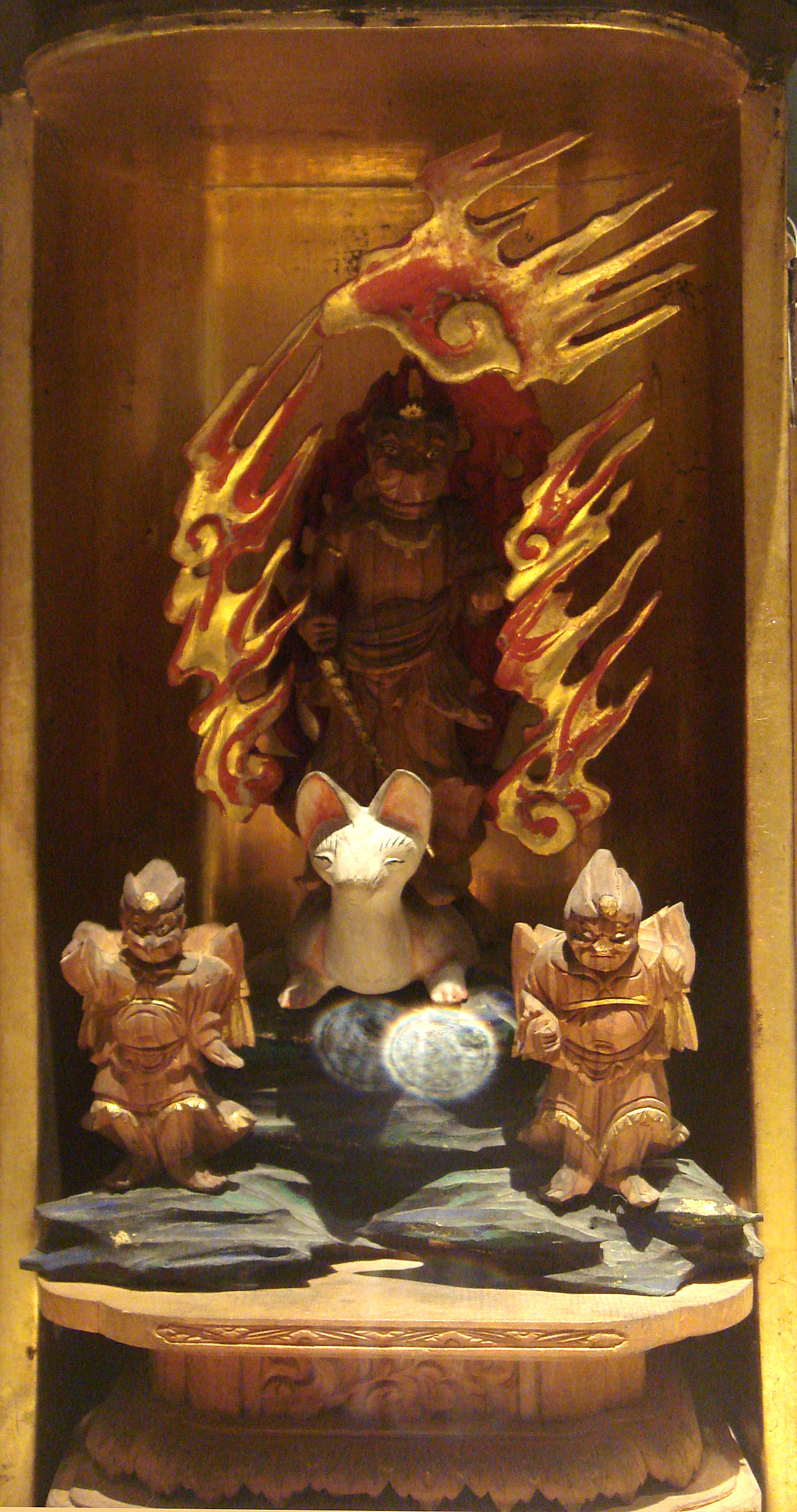
飯縄権現

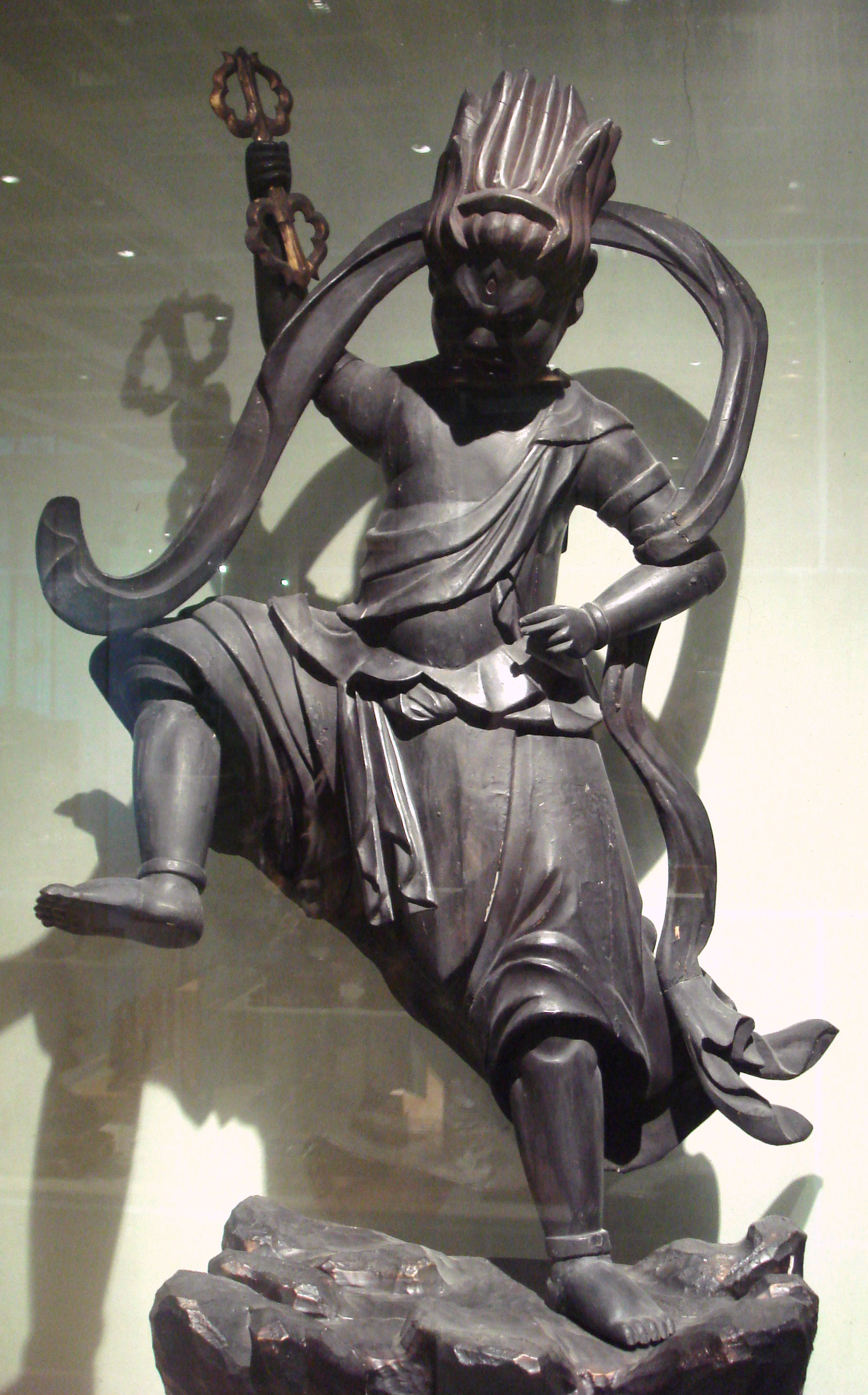
蔵王権現

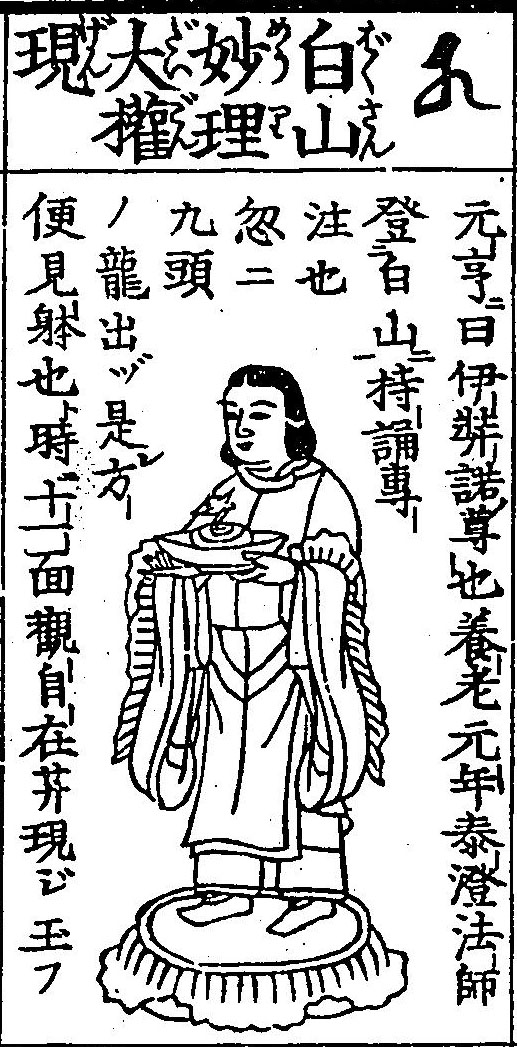
白山権現（『仏像図彙』より）

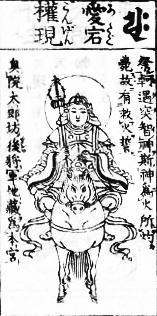
愛宕権現（『仏像図彙』より）

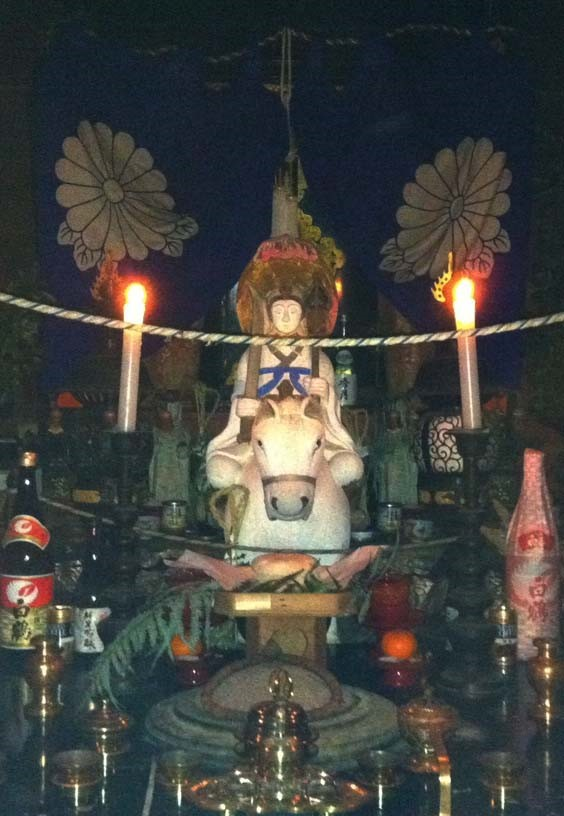
龍蔵寺 (丹波篠山市)愛宕堂に祀られている勝軍愛宕地蔵尊

本地とは、本来の境地やあり方のことで、垂迹とは、迹（あと）を垂れるという意味で、神仏が現れることを言う。究極の本地は、宇宙の真理そのものである法身であるとし、これを本地法身（ほんちほっしん）という。また権現の権とは「権大納言」などと同じく「臨時の」「仮の」という意味で、仏が神の形を取って仮に現れたことを示す。
本地という思想は、仏教が各地で布教されるに際し、その土地本来の様々な土着的な宗教を包摂する傾向があることに起因する。たとえば、仏教の天部の神々のほとんどはインドのヒンドゥー教を由来とする。この思想は、後に、後期大乗仏教で、本地仏大日如来の化身が、不動明王など加持身であるという概念を生んだ。
これに対し、垂迹という思想は、中国の『荘子』天運における迹（教化の迹）や、所以迹（教化を成立させている道=どう）に由来し、西晋の郭象（かくしょう）は『荘子注』で、これを聖王（内聖外王）の説明において展開させ、“迹”を王者としての統治・主導とし、“所以迹”を本質的な聖人として引用した。
そして、後秦代の僧肇がこれを仏教に取り入れた。僧肇は『注維摩詰経』で、魏の王弼などの“本末”の思想を引用し、“所以迹”を“本”と言い換えて、“本”を菩薩の不可思議なる解脱（悟りの内容）とし、“迹”を菩薩が衆生を教化するために示現した方便として使用した。
日本では、仏教公伝により、古墳時代の物部氏と蘇我氏が対立するなど、仏教と日本古来の神々への信仰との間には隔たりがあった。だが徐々にそれはなくなり、仏教側の解釈では、神は迷える衆生の一種で天部の神々と同じとし、神を仏の境涯に引き上げようと納経や度僧が行われたり、仏法の功徳を廻向されて神の身を離脱することが神託に謳われたりした。
しかし7世紀後半の天武期での天皇中心の国家体制整備に伴い、皇祖神である天照大神を頂点として、国造りに重用された神々が民族神へと高められた。仏教側もその神々に敬意を表して格付けを上げ、仏の説いた法を味わって仏法を守護する護法善神の仲間という解釈により、奈良時代の末期から平安時代にわたり、神に菩薩号を付すに至った。
一方で、死霊などの小規模な民族神は、この本地垂迹説を用いずに区別した。例としては、権化神（権社神）に対する実類神（実社神）などである。このため、仏教側では権化神には敬意を表してもよいが、実類神は信奉してはならないという戒めも一部に制定された。これは仏教の一線を守るという考えのあらわれと思われる。
この本地垂迹説により、権現造りや本地垂迹の図画なども生まれ、鎌倉中末期には文学でも本地物（ほんじもの）と呼ばれる作品が創作された。
戦国時代には、さらに天道思想による「諸宗はひとつ」とする統一的枠組みが形成されるようになった。

### 本地垂迹説の創始
吉田一彦によると、真言宗の東密小野流の僧勝覚が、師から伝えられた宮中における夜居（天皇の身体を守るために護持僧が夜を徹して伺候すること）の作法について記した『護持僧作法』には、他に先駆けて「本地」という言葉が見られる。吉田一彦は、日本の本地垂迹説は同派の護持僧によって説かれたもので、11世紀前半に成立したと述べている。
護持僧が伺候した清涼殿の二間（天皇の寝間の東の間）では、観音が本尊として祀られたが、この観音は、三種の神器の剣と璽とともに、三種の神器の中心的存在である神鏡を象徴とする天照太神の本地であると考えられた。

### 末法思想との関係
院政や武士の台頭による政治の流動化、天災や戦乱による社会の混乱を背景として、末法の世の実感とそこからの救済願望が生まれた。そのため浄土信仰が盛んとなり、法然を始め新しい仏教諸宗派が登場したが、それは伝統的な神祇信仰の変容と再生も促した。この終末意識には粟散辺土観も影響した。仏教のインド中心の世界観では、末法の世の日本の人間は堕落していて救済されがたく、正当な教化の方法では救済できないとされる。そこで仏が仮に神の姿をとってこの辺土に現れ、厳罰をもって人々を教化し救済を志向したというのが、本地垂迹説の意図するところである。こうして神々は、共同体の神から個人を救済する神へと変貌を遂げた。

### 反本地垂迹説
鎌倉時代中期には、逆に仏が神の権化で、神が主で仏が従うと考える神本仏迹説も現れた。仏教から独立しようという神道側の考えから起こったものである。伊勢神宮外宮の神官である度会氏は、神話・神事の整理や再編集により、『神道五部書』を作成、伊勢神道（度会神道）の基盤を作った。伊勢神道においては、現実を肯定する本覚思想を持つ天台宗の教義が流用されて神道の理論化が試みられ、さらに空海に化託した数種類の理論書も再編され、度会行忠・家行により体系づけられた。
反本地垂迹説は、元寇以後の、日本は神に守られている「神の国」であるとする神国思想のたかまりの中で、ますます発展していった。
南北朝時代から室町時代には、反本地垂迹説がますます主張され、天台宗からもこれに同調する者が現れた。慈遍は『旧事本紀玄義』や『豊葦原神風和記』を著して神道に改宗し、良遍は『神代巻私見聞』や『天地麗気記聞書』を著し、この説を支持した。吉田兼倶は、これらを受けて『唯一神道名法要集』を著して、この説を大成させた。しかし鎌倉期の新仏教はこれまで通り、本地垂迹説を支持した。

## 垂迹神と本地仏
神の正体とされる仏を本地仏という。神々に付会される仏は、宗派、信仰、寺院、神社によって異なる。
日本の神の仏号は菩薩が多く、八幡大菩薩は阿弥陀如来であるなど本地仏の仏号との相違もみられる。
垂迹神と本地仏の一例を以下に示す。
- 天照大御神=大日如来、十一面観世音菩薩
- 八幡神・応神天皇=阿弥陀如来
- 熊野権現=阿弥陀如来、善財王とその妃・王子（熊野曼荼羅）
- 日吉=天照大神=大日如来
- 市杵島比売命=弁財天
- 春日権現=不空羂索観音・薬師如来・地蔵菩薩・十一面観音
- 愛宕権現=智明権現=勝軍地蔵菩薩
- 秋葉権現=観音菩薩
- 素盞鳴=牛頭天王=薬師如来
- 大国主神=大黒天
- 東照大権現・徳川家康=薬師如来
- 松尾=薬師如来
- 国常立神=薬師如来・胎蔵界大日如来・阿弥陀如来
- 豊宇気毘売神=金剛界大日如来
- 須佐能尊=熊野権現、阿弥陀如来
- 月読命=阿弥陀如来
- 菊理姫=十一面観音
- 大己貴神=阿弥陀如来
- 伊弉諾尊=釈迦如来、阿弥陀如来
- 伊弉美尊=千手観音
- 火之迦具土神=千手観音
- 瓊瓊杵尊=釈迦如来
- 木花之佐久夜毘売=浅間大菩薩、阿弥陀如来
- 山幸彦=文殊菩薩
- 天之忍穂耳命=弥勒菩薩
- 天手力男命=不動明王、聖観音
- 天思兼命=釈迦如来、虚空蔵菩薩
- 少彦名命=金剛蔵王権現・薬師如来
- 神変大菩薩=聖観音
- 御姥尊=大日如来
- 七面天女=吉祥天、弁財天
- 三宝荒神=大聖歓喜天
- 稲荷神=十一面観音、聖観音、荼枳尼天[5]
- 火牟須比命=伊豆山権現、千手観音
- 青龍=清瀧権現[6]=准胝観音、如意輪観音
- 北斗（北辰）信仰・太一=妙見菩薩
- えびす=毘沙門天、不動明王
- 岐の神・塞の神・道祖神・庚申信仰・猿田彦=青面金剛、地蔵菩薩、馬頭観音
- 山の神・金精神=馬頭観音
- 天満大自在天神・菅原道真=大自在天、大威徳明王＝十一面観音菩薩、不動明王、釈迦金輪、薬師如来、愛染明王、慈恵大師、阿弥陀如来、毘沙門天、大聖歓喜天、弁財天、千手観音、大日如来、地蔵菩薩、文殊菩薩、観音菩薩[7]

## 歴史
9世紀のころ、それぞれの神の権現号がみられるようになった。
12世紀のころ、それぞれの神の本地仏が定められていった。